# Ceramius rubripes
Ceramius rubripes är en stekelart som beskrevs av Gusenleitner 1990. Ceramius rubripes ingår i släktet Ceramius och familjen Masaridae. Inga underarter finns listade.